# Kaliwungu (Kedungreja)
Kaliwungu is een bestuurslaag in het regentschap Cilacap van de provincie Midden-Java, Indonesië. Kaliwungu telt 5806 inwoners (volkstelling 2010).